# Spokój
Spokój – polski telewizyjny film obyczajowy z 1976 roku w reżyserii Krzysztofa Kieślowskiego, nakręcony według własnego scenariusza. Bohaterem filmu jest robotnik (Jerzy Stuhr), który po wyjściu z więzienia próbuje ustabilizować swoje życie. Za ukazanie strajku robotniczego, wobec którego główny bohater zachowuje obojętność, film otrzymał zakaz rozpowszechniania do 1980 roku. 

## Fabuła
Głównym bohaterem Spokoju jest Antoni Gralak, robotnik, który wychodzi z więzienia i nie może liczyć na wsparcie rodziny, ani dawnej narzeczonej. Antoni próbuje rozpocząć życie na nowo i zatrudnia się na budowie. Ustatkowuje się, wchodzi w związek małżeński z Bożeną, który owocuje również narodzinami dziecka. Stabilizację życiową, która go w pełni zadowala, komentuje następująco: „Robotę mam. Spać, jeść. Dobrze mam, co? Teraz popatrz: kobieta, dzieci, własny kąt, obiad zawsze w domu”. Niebawem jednak z placu budowy ginie cement i cegła. Kierownik zaczyna podejrzewać o rzekomy sabotaż Antoniego, prześladuje także innych robotników. Ci zaś, wywołując strajk, patrzą z podejrzliwością na Antoniego, którego oskarżają o schlebianie kierownikowi. Ostatecznie przeprowadzają na nim lincz, katując go na śmierć.

## Obsada
- Jerzy Stuhr – Antoni Gralak

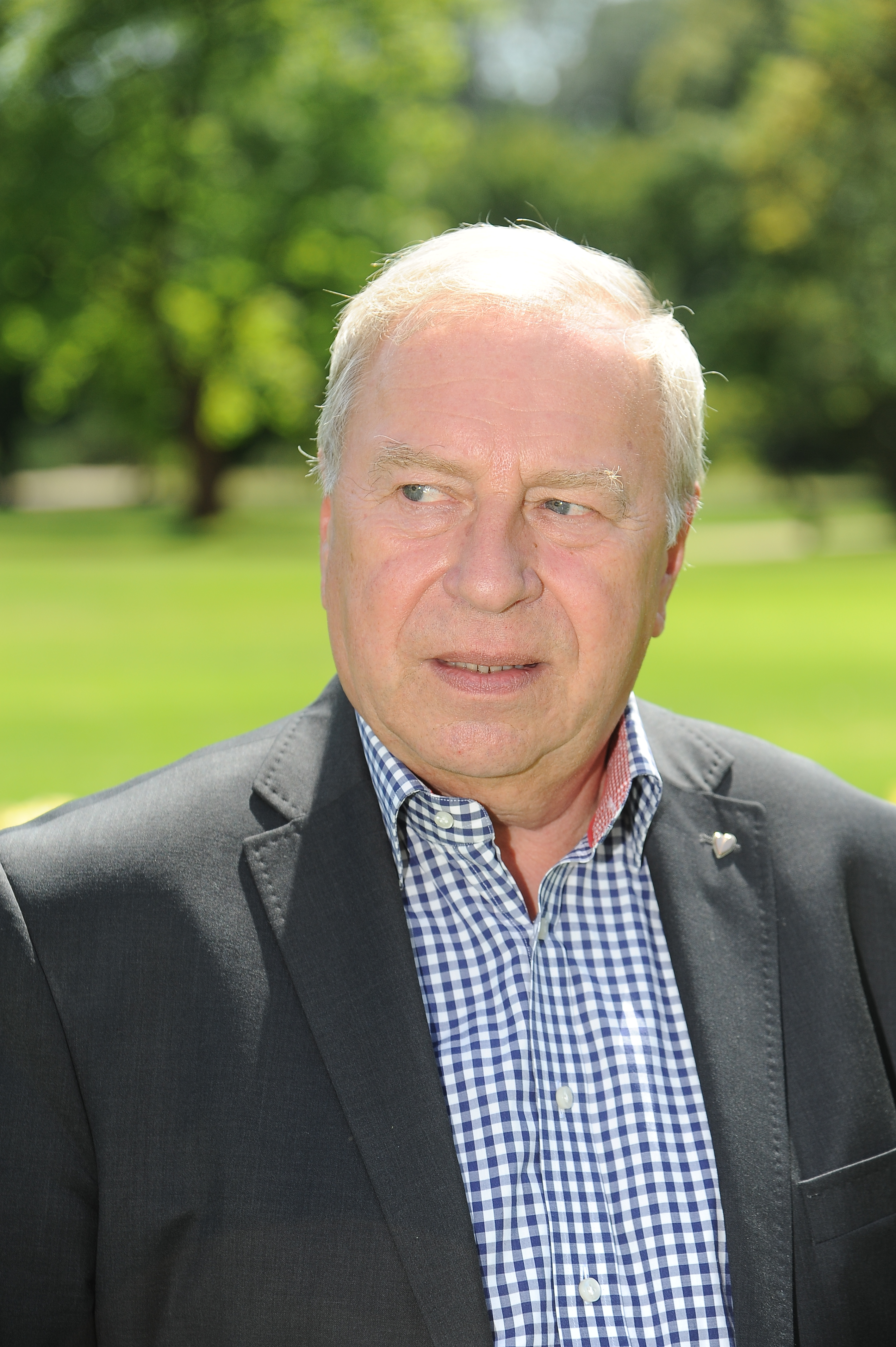
Jerzy Stuhr, odtwórca głównej roli (2015)

- Jerzy Trela – Zenek, kierownik budowy
- Izabella Olszewska – Jedynakowa, właścicielka mieszkania wynajmująca pokój Gralakowi
- Michał Sulkiewicz – Mietek
- Danuta Ruksza – Bożena, żona Gralaka
- Elżbieta Karkoszka – Kryśka Stańczak, była dziewczyna Gralaka
- Jerzy Fedorowicz – mężczyzna opuszczający więzienie razem z Gralakiem
- Feliks Szajnert – urzędnik
- Marian Cebulski – kierownik hotelu robotniczego
- Ryszard Dreger – Jasiek, sąsiad Gralaków
- Lech Sołuba – mężczyzna z menażką na budowie
- Stefan Mienicki
- Edward Dobrzański
- Wiesław Wójcik – kolega Gralaka z więzienia spotkany w kinie
- Krzysztof Wierzbicki – urzędnik

## Produkcja
Wzorcem wyjściowym dla reżysera Krzysztofa Kieślowskiego była nowela Lecha Borskiego Krok za bramę. Reżyser z noweli przejął jedynie anegdotyczny wątek, resztę scenariusza dopisując samemu. Fabuła nie zdawała się Kieślowskiemu porywająca do momentu, kiedy znalazł on odpowiedniego aktora do głównej roli, Jerzego Stuhra. Stuhr, korzystając z kontaktów ze Starego Teatru w Krakowie, dopomógł Kieślowskiemu w obsadzie większości ról do filmu. Część ról otrzymali również mniej znani aktorzy z krakowskiego Teatru Kolejarza oraz naturszczycy. W filmie Spokój Kieślowski wykorzystał metodę pracy z aktorami, którą wprowadził jeszcze w Bliźnie. Kształt opracowywanej sceny reżyser ujawniał dopiero dzień przed zdjęciami. I tu bardzo Kieślowskiemu pomagał Stuhr, wymyślając dialogi na poczekaniu i odtwarzając je przed obsadą, aby ekipa filmowa była przygotowana do zdjęć.
Zdjęcia do Spokoju nakręcił Jacek Petrycki, który już przedtem współpracował z Kieślowskim, lecz dopiero debiutował jako operator przy filmie fabularnym.

### Rekonstrukcja cyfrowa
W 2017 roku Spokój przeszedł rekonstrukcję cyfrową obrazu i dźwięku. Ponieważ do przeprowadzenia rekonstrukcji użyto materiału światłoczułego na taśmie 16 mm, który był w złym stanie technicznym, do współpracy przy odnowieniu filmu zaproszono Jacka Petryckiego. Podczas rekonstrukcji pod okiem Petryckiego korzystano z negatywu filmu i dźwięku magnetycznego. Premiera zrekonstruowanego cyfrowo Spokoju odbyła się 21 września 2017 roku w Gdyńskim Centrum Filmowym.

## Odbiór
Niedługo po zakończeniu zdjęć Spokój okazał się filmem niecenzuralnym i otrzymał zakaz rozpowszechniania, ponieważ w międzyczasie wybuchły strajki robotników w Ursusie i Radomiu, po których wszelka sugestia o buncie robotniczym nie podobała się gierkowskiej władzy. Dopiero na fali porozumień sierpniowych dopuszczono go do wyświetlania w kinach 19 września 1980 roku. Na Festiwalu Polskich Filmów Fabularnych w 1981 roku film został uhonorowany Nagrodą Specjalną Jury, a pismo „Ekran” przyznało filmowi wyróżnienie Złoty Ekran. Przyczyny uhonorowania Spokoju upatrywano właśnie w ukazaniu strajku robotniczego, gdyż film traktowano profetycznie jako zapowiedź triumfu „Solidarności”. Spokój był wyświetlany w telewizji w 1981 roku, lecz w wyniku wprowadzenia stanu wojennego ponownie zaprzestano jego rozpowszechniania.